# Meganephria eremita
Meganephria eremita är en fjärilsart som beskrevs av Köhler 1952. Meganephria eremita ingår i släktet Meganephria och familjen nattflyn. Inga underarter finns listade i Catalogue of Life.